# Høgskotet
Høgskotet (norwegisch für Hohes Schott) ist ein hoher Felssporn im ostantarktischen Königin-Maud-Land. Im Borg-Massiv erstreckt er sich von der Borga in nördlicher Richtung.
Norwegische Kartographen, die ihn auch deskriptiv benannten, kartierten ihn anhand von Luftaufnahmen und Vermessungen der Norwegisch-Britisch-Schwedischen Antarktisexpedition (1949–1952).